# Costo medio ponderato del capitale
Il costo medio ponderato del capitale (in inglese weighted average cost of capital - WACC) rappresenta il costo medio del capitale che l'impresa paga a tutti i suoi investitori, azionisti e creditori.

## Formula per un caso semplice
Il costo medio ponderato del capitale è definito dalla seguente formula:
{\displaystyle c\ =\ \left({E \over K}\right)\cdot y\ +\ \left({D \over K}\right)\cdot b(1-t_{C})}
in cui
{\displaystyle \ K=D+E}
e la tabella seguente definisce tutti i simboli:
| Simbolo                 | Significato                                                                                  | Unità  |
| ----------------------- | -------------------------------------------------------------------------------------------- | ------ |
| {\displaystyle \ c\ }   | costo medio ponderato del capitale                                                           | %      |
| {\displaystyle \ y\ }   | tasso di rendimento richiesto o atteso del capitale proprio (costo del capitale proprio)     | %      |
| {\displaystyle \ b}     | tasso di rendimento richiesto o atteso del capitale di debito (costo del capitale di debito) | %      |
| {\displaystyle \ t_{C}} | aliquota fiscale                                                                             | %      |
| {\displaystyle \ D}     | debiti complessivi                                                                           | valuta |
| {\displaystyle \ E}     | valore di mercato complessivo del capitale proprio                                           | valuta |
| {\displaystyle \ K}     | capitale complessivo investito nell'azienda (fisso e circolante netto)                       | valuta |

Questa equazione descrive solamente la situazione in cui capitale proprio e di debito sono omogenei. Se la struttura del capitale comprendesse altre fonti (ad esempio azioni privilegiate, caratterizzate da un differente costo del capitale y) allora la formula includerebbe un termine aggiuntivo per ciascuna fonte di capitale aggiuntiva.
È una media del tasso di interesse del capitale proprio e di terzi, pesata sulla frazione di debiti ed equity.

## Funzionamento
Al fine di misurare il costo atteso del nuovo capitale, si dovrebbe utilizzare il valore di mercato delle sue componenti, piuttosto che il valore di libro (che può essere significativamente differente). In aggiunta, altre fonti di finanziamento più "esotiche", come le obbligazioni convertibili (callable), le azioni privilegiate convertibili, ecc., devono essere incluse nella formula se di ammontare significativo - poiché il costo di questi strumenti di finanziamento è solitamente diverso da quello delle loro versioni plain vanilla, a causa delle loro caratteristiche supplementari.
Tale metodo è costituito da un calcolo del costo del capitale di un'azienda in cui ogni categoria di capitale viene pesata proporzionalmente. Tutte le fonti di capitale - azioni ordinarie, azioni privilegiate, obbligazioni e ogni altro debito a lungo termine - sono incluse nella determinazione del WACC.
Il costo medio ponderato del capitale è calcolato moltiplicando il costo di ogni componente del capitale per il proprio peso proporzionale e quindi sommando. In linea di principio, gli investimenti di un'azienda sono finanziati sia da debito, sia da capitale di rischio. Il WACC è la media del costo di queste fonti di finanziamento, ciascuna delle quali viene ponderata in base al rispettivo utilizzo nella situazione data. Essendo una media ponderata, sintetizza l'ammontare dei rendimenti (dividendi e interessi) che l'azienda deve pagare per ogni dollaro con cui si finanzia.
Il WACC di un'azienda ne rappresenta il ritorno complessivo atteso e, in quanto tale, viene spesso utilizzato internamente dai dirigenti della stessa per determinare la fattibilità economica in relazione a opportunità di espansione e di fusione. È il tasso di attualizzazione da utilizzare opportunamente per i flussi di cassa che hanno un rischio simile a quello dell'impresa nel suo complesso.

## Fonti di informazioni
Il valore delle componenti da inserire nella formula per il calcolo del WACC viene determinato nel modo seguente.
Per prima cosa è necessario sottolineare che il "peso" di una fonte di finanziamento corrisponde semplicemente al valore di mercato della stessa diviso per la somma dei valori di tutte le fonti. Ad esempio, il peso delle azioni ordinarie nella formula sopra riportata viene determinato come segue:
{\displaystyle {E_{o} \over \left(E_{o}+E_{p}+D\right)}}
in cui
| Simbolo                   | Significato                                 | Unità  |
| ------------------------- | ------------------------------------------- | ------ |
| {\displaystyle \ E_{o}\ } | valore di mercato delle azioni ordinarie    | valuta |
| {\displaystyle \ E_{p}\ } | valore di mercato delle azioni privilegiate | valuta |
| {\displaystyle \ D\ }     | valore di mercato del debito                | valuta |

Successivamente occorre individuare il valore di mercato di ogni fonte di finanziamento (vale a dire il debito, le azioni privilegiate e le azioni ordinarie).
- Il valore di mercato delle azioni ordinarie per una società negoziata sul mercato è semplicemente pari al prezzo di un'azione moltiplicato per il numero delle azioni in circolazione, e tende ad essere la componente più facile da trovare.
- Il valore di mercato del debito è facilmente determinato se la società ha emesso obbligazioni negoziate sul mercato. Solitamente, le società hanno anche un ammontare significativo di debiti verso le banche, il cui valore di mercato non è facilmente determinabile. Tuttavia, poiché il valore di mercato del debito tende ad essere abbastanza vicino al valore di libro (almeno per le società che non hanno avuto significativi cambiamenti del proprio rating), nella formula del WACC viene normalmente utilizzato il valore di libro del debito.
- Il valore di mercato delle azioni privilegiate è anch'esso di solito facilmente reperibile sul mercato, e viene determinato moltiplicando il prezzo di un'azione per il numero di azioni in circolazione.

Come ultimo passaggio è necessario identificare il costo di ciascuna fonte di finanziamento.
- Le azioni privilegiate sono equivalenti a una rendita perpetua, in cui il possessore ha il diritto a ricevere pagamenti di importo fisso per sempre. Di conseguenza il costo è determinato dividendo il pagamento periodico per il prezzo dell'azione privilegiata, in termini percentuali.
- Il costo delle azioni ordinarie è solitamente determinato usando il capital asset pricing model.
- Il costo del debito è lo yield to maturity delle obbligazioni della società negoziate sul mercato. In mancanza di queste, è possibile utilizzare come costo del debito il tasso di interesse applicato dalle banche sui finanziamenti concessi più recentemente alla società. Poiché un'azienda normalmente può dedurre fiscalmente gli interessi che paga sul debito, il costo del debito deve venire quindi ridotto in base all'aliquota fiscale cui il reddito sociale è soggetto. Di conseguenza, il costo del debito per una società diventa (YTM sulle obbligazioni o tasso di interesse sui finanziamenti bancari) × (1 − aliquota fiscale). Nella pratica, la deduzione fiscale viene solitamente esplicitata nella formula del WACC, piuttosto che essere direttamente inclusa nel costo del debito, nel modo seguente:

{\displaystyle c\ =\ \left({E_{p} \over K}\right)\cdot y_{p}\ +\ \left({E_{o} \over K}\right)\cdot y_{o}\ +\ \left({D \over K}\right)\cdot b\left(1-t_{C}\right)}
in cui
{\displaystyle \ K\ =\ E_{o}\ +\ E_{p}\ +\ D}
e la tabella seguente definisce tutti i simboli:
| Simbolo                   | Significato | Unità  |
| ------------------------- | --- | ------ |
| {\displaystyle \ c\ }     | costo medio ponderato del capitale                                                                                              | %      |
| {\displaystyle \ y_{o}\ } | tasso di rendimento richiesto o atteso del capitale proprio costituito da azioni ordinarie (costo delle azioni ordinarie)       | %      |
| {\displaystyle \ y_{p}\ } | tasso di rendimento richiesto o atteso del capitale proprio costituito da azioni privilegiate (costo delle azioni privilegiate) | %      |
| {\displaystyle \ b}       | tasso di rendimento richiesto o atteso del capitale di debito (costo del capitale di debito)                                    | %      |
| {\displaystyle \ t_{C}}   | aliquota fiscale | %      |
| {\displaystyle \ E_{o}}   | valore di mercato delle azioni ordinarie                                                                                        | valuta |
| {\displaystyle \ E_{p}}   | valore di mercato delle azioni privilegiate                                                                                     | valuta |
| {\displaystyle \ D}       | valore di mercato del debito | valuta |
| {\displaystyle \ K}       | valore del capitale complessivo investito nell'azienda                                                                          | valuta |

## Effetti sulla valutazione
Gli economisti Merton Miller e Franco Modigliani hanno dimostrato nel Teorema di Modigliani-Miller che in assenza di tasse, costi di fallimento, asimmetrie informative, in un mercato efficiente, il valore di un'azienda non è affetto dalla modalità con cui la stessa si finanzia: un'azienda il cui capitale è interamente costituito da capitale di rischio ha il medesimo valore di una il cui capitale è interamente costituito da debito. Tuttavia, poiché in molti paesi è consentita la deducibilità fiscale degli oneri finanziari, si genera la possibilità di trarre vantaggio dal ricorso al debito. D'altra parte, esistono costi relativi al dissesto finanziario (ad esempio per il rischio di bancarotta) che creano una preferenza verso il ricorso al capitale di rischio. Perciò, dal punto di visto teorico, il livello ottimale del rapporto tra capitale di debito (D) e capitale di rischio (E) per un'azienda, sarà quello in cui i benefici dello scudo fiscale relativo all'indebitamento vengono superati dai costi legati al dissesto finanziario.